# Kovran
Kovran (en russe : Ковра́н ; en itelmène: Каврал, Kavral) est un village du kraï du Kamchatka en Extrême-Orient russe, du raïon de Tiguil en Koriakie. Il forme une municipalité, et sa population s'élevait à 241 habitants selon le recensement de 2021.

## Géographie

### Situation
Le village de Kovran se situe dans le kraï du Kamtchatka, un kraï de l'Extrême-Orient russe. Il fait ainsi partie du district fédéral extrême-oriental, et le village se situe dans le raïon de Tiguil dans l'est du kraï.
Kovran, comme tout le kraï du Kamtchatka, est située dans le fuseau horaire MSK+9 (heure du Kamtchatka). Le décalage horaire appliqué par rapport au temps universel coordonné est +12:00.

### Transports
Le village de Kovran est accessible par voie aérienne, ainsi que par des véhicules hippomobiles et tout-terrain via le village d'Anavgaï dans le raïon de la Bystraïa du kraï du Kamtchatka .

## Histoire
La première mention de Kovran est dans le livre « Description du pays du Kamtchatka » de Stepan Kracheninnikov, écrit en 1738. La localité doit son nom à son emplacement sur les rives de la rivière du même nom, à 4 kilomètres de l'embouchure.
En 1987, l'ancienne fête rituelle régionale des Itelmènes  « Alhalalalai » (marquant l'achèvement du cycle économique)  a été relancée au village, et en 2012 la fête « Kavral » (le jour de la rivière Kovran et du dieu Nuzavuch) a été relancé .